# Personaggi di Nathan Never
Questo è un elenco dei personaggi del fumetto fantascientifico Nathan Never edito della Sergio Bonelli Editore.

## Agenzia Alfa
- Elania Elmore ex presidente del Consiglio di sicurezza, carica dalla quale viene deposta alla fine della Saga della guerra dei mondi, e madre di un bambino di nome Matthew, è l'attuale direttore dell'Agenzia Alfa. Assume tale incarico dopo le dimissioni di Solomon Darver, con il quale aveva avuto una relazione sentimentale fino a poco tempo prima.
- Sigmund Baginov è il genio informatico dell'Agenzia; apparentemente mingherlino, occhiali da vista, e balbuziente fino a che non viene rivelata parte del suo passato: da quel momento in poi il problema svanisce, ma ricompare in seguito.
- Branko nella sua prima apparizione era un criminale che è stato sconfitto da Nathan Never. Redentosi, in seguito è diventato agente alfa e amico di Nathan. Attualmente è il marito di May Frayn; Non potendo avere figli, ha adottato una piccola mutata e la alleva insieme a May Frayn. Branko è orbo dell'occhio destro e gli manca l'orecchio destro. Come altri mutati della sua generazione e come gli altri mutati della sua serie di produzione, Branko è nato adulto, ed è stato dotato di falsi ricordi inerenti alla sua inesistente infanzia e pubertà allo scopo di stabilizzarne lo stato mentale. La precedente generazione di mutati nati adulti è completamente impazzita a causa di questa mancanza di passato ed è stato necessario distruggerla in laboratorio.
- Legs Weaver vero nome Rebecca Lawrence Weaver, bella e combattiva collega di Nathan a cui è stato dedicato uno spin-off, chiuso nel 2005. In gioventù era stata incarcerata ingiustamente con l'accusa di aver ucciso l'anziano marito ed è grazie all'arruolamento nell'agenza Alfa (come primo agente) che è potuta uscire dal carcere. Dopo aver abbandonato l'agenzia a seguito della guerra con le Stazioni Orbitanti, fonda a Sandville una sua nuova agenzia (the Agency), che inizia a collaborare con l'Agenzia Alfa per la quale compie missioni in cui il buon nome dell'agenzia non può essere compromesso per motivi politici. Il gruppo ora risiede in clandestinità nella città Est a seguito della distruzione della loro base dopo una missione compiuta per conto dell'Agenzia Alfa. Dopo aver convissuto per anni con May Frayn, Legs è sentimentalmente legata con Janet Blaise, una sua collega della Squadra Segreta. Con l'inizio della Saga della guerra dei mondi Legs deciderà di intervenire in aiuto dei suoi ex colleghi. Questa sua decisione comporterà, a fine guerra, ad un suo ritorno in pianta stabile nell'Agenzia Alfa, ma anche la fine della sua relazione con Janet.
- May Frayn bomba sexy, sorella di April e July, è un'ex ladra diventata in seguito agente Alfa e grande amica di Legs, con la quale ha convissuto per anni. Il rapporto tra le due è stato sempre volutamente ambiguo: anche se tra le due c'è stato solamente un bacio, May si è sempre interessata agli uomini confidando, proprio in occasione di quel gesto d'affetto, la sua predisposizione sessuale e il fatto di vedere la collega e coinquilina come una semplice amica. Attualmente è moglie di Branko. A seguito di un notevole successo contro i "cattivi" viene creata una serie di pupazzi raffiguranti gli agenti Alfa: solo il pupazzo di May ha gli abiti asportabili, sul modello di Barbie. Una volta, durante un violento interrogatorio di un sospetto in coppia con la sorella April, May sfrutta la sua prorompente fisicità in un modo improprio, soffocando tra i suoi abbondanti seni il sospetto allo scopo di forzarlo a confessare l'informazione necessaria al proseguimento dell'indagine.
- Link è l'androide dell'Agenzia Alfa. Originariamente dedicato alla manutenzione di apparecchiature a bordo di una nave, dopo il naufragio della stessa ad opera di una specie di Godzilla, viene acquistato da Never ad un prezzo simbolico. Sigmund provvede a togliere il blocco delle 3 leggi della robotica, mettendo in grado Link di agire in libertà: nel tempo l'androide sviluppa un certo grado di personalità autonoma. Grande amico di Nathan, attualmente gli sono state fatte delle modifiche che lo rendono meno umano e molto più spietato: inoltre viene dotato di un'arma ad energia in entrambe le braccia, in tal modo può "sparare" raggi laser dai palmi delle mani. Il cervello di link è in parte costituito da materia cerebrale umana clonata: ecco perché i processi mentali di Link sono sì freddamente logici, ma anche estremamente sofisticati rispetto ad androidi senza parti biologiche, come la serie CO4: i membri di tale serie, se sottoposti a quesiti logici come il paradosso del barbiere, subiscono un blocco che li manda in "tilt". Questo è un trucco usato da Nathan quando deve superare una sentinella robotica della serie C04.
- Mendoza prima di entrare a far parte dell'Agenzia Alfa era un sottufficiale del dipartimento militare. Date le sue conoscenze in campo tecnologico e meccanico, è l'addetto alla manutenzione dei vari mezzi in dotazione all'agenzia. Tipo burbero con un sigaro perennemente in bocca, si occupa anche dell'equipaggiamento degli agenti operativi.
- Walkyrie Tanya, Erika e Monique sono tre ragazze coordinate da Brenda Stones, detta "Mamy", che di fatto sostituiscono le "Gemelle Ross" (decedute nella caduta della stazione orbitante Urania) nel pilotare i velivoli dell'Agenzia Alfa in situazioni estreme. Tanya è attualmente la compagna di Legs Weaver.
- Betty Hayworth è l'ultimo ingresso all'interno dell'Agenzia Alfa. Ragazza dal carattere solare e divertente, prima di diventare un'agente Alfa era in polizia, che ha lasciato su insistenze dell'anziana madre (ammalata di una strana forma di depressione, e in cura presso una clinica specializzata), la quale non voleva che rimanesse uccisa come il padre, un mercenario deceduto in missione. Per non farla preoccupare ulteriormente, Betty prenderà la decisione di nasconderle di essere entrata a far parte dell'agenzia, dicendole di essere impiegata presso uno studio legale. Sigmund Baginov dimostrerà per lei una particolare attenzione fin dall'inizio, tanto che, dopo una missione a Parigi svolta assieme, incominceranno a frequentarsi e convolare a nozze il giorno dell'inaugurazione della nuova Agenzia Alfa al termine dalla Saga della guerra dei mondi. Nella cerimonia si sposano anche May Frayn e Branko.
- Anthony Olsen giovane segretario personale di Elania Elmore. Già nello staff della Elmore quando era presidente del Consiglio di sicurezza, è rimasto al suo seguito anche ora che lei è diventata direttore dell'Agenzia Alfa. Si è fatto notare per le sue capacità d'iniziativa durante la Saga della guerra dei mondi.
- Monica Blanc Direttrice del laboratorio scientifico dell'Agenzia Alfa.
- Erika Tanner Nuova recluta che appare per la prima volta nel n.399 guadagnandosi la fiducia di Nathan Never.
- Cintya Nuova segretaria dell'Agenzia Alfa.

### Ex agenti
- Solomon Darver è stato il secondo capo dell'Agenzia Alfa. Ufficialmente emigrato dalla stazione spaziale Urania, successivamente distrutta da un attentato terroristico, nel n. 125 egli afferma di essere Reiser: avrebbe inscenato il proprio omicidio per poi ripresentarsi, grazie alla chirurgia, sotto le mentite spoglie di Solomon Darver. Alla fine della Saga della guerra dei mondi si dimetterà dall'incarico di direttore dell'agenzia, per assumere la carica di presidente del Consiglio di sicurezza in sostituzione della deposta Elania Elmore.
- Janine Spengler è stata per un lungo periodo la segretaria dell'Agenzia Alfa. Innamorata segretamente fin dall'inizio di Nathan, ha avuto con lui una brevissima relazione, per poi seguire la propria strada. Lascerà l'agenzia alla fine della Saga della guerra dei mondi. È stata protagonista di due albetti allegati allo "Speciale" di Nathan Never. È attualmente l'assistente di Solomon Darver.
- Al Goodman grasso, di colore, con famiglia e molti figli era sempre molto preoccupato alla sua vita; ha abbandonato l'agenzia dopo la guerra con le colonie.
- April Frayn sorella di May Frayn è dispersa nello spazio a seguito di una missione. Sull'asteroide dove ha trovato rifugio, finito apparentemente in un'altra galassia abitata da numerosi alieni, sono state anche ambientate delle storie a sé nel fumetto Asteroide Argo;
- Jack O'Ryan figlio di Aristotele Skotos. Jack è frutto di un esperimento nel quale Skotos concepisce un figlio con una sua adepta, nella speranza che l'attaccamento nella madre si rivelasse anche nel figlio, generando così una discendenza che gli fosse devota e quindi maggiormente controllabile. Purtroppo per Skotos, le cose non sono andate in questo modo. Jack sviluppa un viscerale odio per Skotos e lo combatte in tutti i modi. Compagno di April Frayn è con lei disperso nello spazio a seguito di una missione;
- le gemelle Ross tre sorelle capaci di pilotare qualsiasi cosa fosse pilotabile come nessun altro. Sono decedute durante la guerra con le stazioni spaziali; durante il loro lavoro nell'alfa hanno scoperto di avere altre due gemelle.
- Andy Havilland agente speciale antipatico e borioso, durante la guerra con le stazioni spaziali è passato dalla parte di Mister Alfa, uccidendo la allora compagna di Nathan, Hadija Hab' Ahmal. Andy è "costretto" a sottomettersi a Mister Alfa, poiché questi è l'unico a possedere la medicina che, somministrata ogni 48 ore, impedisce ad Andy di morire a causa della malattia che ha contratto. Andy è entrato molte volte in contrasto con Nathan: infatti Andy non si fa scrupolo di torturare o addirittura uccidere un avversario per estorcergli informazioni. In poche parole, per Andy "il fine giustifica i mezzi". In un'avvenura della Serie Andy è stato ucciso da Nathan Never per essere poi stato resuscitato dallo spirito di Luke Sanders. Guarito dalla sua malattia, continua a lavorare per mister Alfa assieme alla misteriosa Logan, della quale è diventato amante.
- Luke Sanders era un ex marine che conobbe l'Agenzia Alfa durante la "guerra senza tempo". Dopo numerose missioni ed aver per un periodo fatto coppia con Legs Weaver è deceduto durante la guerra con le stazioni spaziali;
- Nicole Bayeux agente alfa dall'albo numero 165 all'albo 199, risulta dispersa negli anni '50 a seguito degli eventi descritti nella Saga spazio-temporale
- Thorwald Hoeg, inizialmente collaboratore dell'Agenzia Alfa in Eurasia, entra in pianta stabile nell'organico principale dell'Agenzia per rinforzarne le file dopo la fine della guerra tra la Terra e le Stazioni Orbitanti. Attualmente è disperso sul pianeta Arret.
- Edward Reiser è il fondatore e primo capo dell'Agenzia Alfa ufficialmente dato per morto. Non è ancora ben chiaro il suo rapporto con Solomon Darver. Nel numero 398 torna sulla collana in veste di nuovo Villain.

## Personaggi esterni all'agenzia
- Olivia Olling avvocato ufficiale dell'Agenzia Alfa fin dal primo speciale. Ha avuto una breve storia sentimentale con Nathan. Olivia, è un ottimo legale ed è praticamente un consulente dell'Alfa. Ha una segretaria robotica di nome Alicia.
- Hadija Hab' Ahmal Miliardaria, ingegnere e compagna e convivente di Nathan per parecchi anni. I due si lasciano circa un anno prima dell'inizio della guerra contro le Stazioni Orbitanti e Nathan perde completamente le sue tracce, pur avendo cercato disperatamente di rintracciarla quando lo scoppio della guerra diventa imminente. La ritrova sulla Stazione Orbitante Betsabea, dove stava progettando uno scudo spaziale in grado di difendere le Stazioni Orbitanti da attacchi diretti. Immediatamente dopo il loro incontro, Hadija viene uccisa davanti agli occhi di Nathan da Andy Havilland, al servizio di Mr. Alfa che voleva impedire la creazione di uno scudo che avrebbe in qualche modo attenuato la dipendenza delle Stazioni Orbitanti dai suoi confronti. L'omicidio di Hadija scatena in Nathan Never un forte istinto di vendetta nei confronti dell'ex-collega;
- Sara McBain è un procuratore distrettuale che ha avuto in passato una relazione sentimentale con Nathan, e mentre Nathan era con lei la moglie Laura è stata uccisa e la figlia Ann rapita dallo psicopatico Ned Mace. Dopo anni di lontananza si rimetterà assieme a Nathan. Confiderà a quest'ultimo di aver avuto, vent'anni prima, una figlia dal senatore Sawyer, all'epoca suo capo in procura, e di averla data in affidamento. Per questo deciderà di andare a vivere su Marte dove risiede la figlia. Poco tempo prima dell'inizio della Saga della guerra dei mondi, capendo che la relazione con Nathan non ha più un futuro, prenderà la decisione di lasciarlo per dedicarsi a tempo pieno nella collaborazione con l'organizzazione ambientalista "Terra Mater".
- Jerry Lone è un pilota freelance di shuttle: spesso collabora con l'Agenza Alfa essendo diventato amico di Nathan Never. Grazie alla Fratellanza Ombra che ha installato un avveniristico motore a impulso sul suo shuttle, Jerry può percorrere le rotte commerciali in un ventesimo del tempo necessario agli shuttle "normali".
- Gabriel essere dai poteri straordinari nato da una donna e da un padre alieno.
- Ann figlia di Nathan Never che ha subito un forte trauma a seguito del rapimento da parte di un maniaco. Per parecchi anni si è chiusa nel suo autismo ed era ricoverata presso il Synclair Asilum. Grazie all'intervento di Gabriel, nell'albo n° 99, è tornata normale ed è partita con lui ed altre persone per lo spazio.
- Mac robot androide della classe C-01, gestiva un negozio di rigattiere all'interno dell'"Alfa building", vecchia sede dell'Agenzia Alfa. Si è trasferito nel nuovo palazzo dell'agenzia, dove continua a gestire lo stesso negozio di rigattiere.
- Helen Sheldon, prima segretaria di Edward Reiser all'Alfa, si licenziò dopo un episodio di molestie sessuali da parte del suo capo. Dopo una serie di vicissitudini, riappare tra i sopravvissuti che , sull'Asteroide Argo, raggiungono un'altra galassia attraverso una porta spazio-temporale.

## Nemici
- Athos Than, capo di una grossa organizzazione malavitosa e padrone assoluto di un piccolo stato indipendente situato sull'isola di Dragon Island, dove si tiene periodicamente un torneo di "jeet kune doo" (una particolare arte marziale). Nella prima storia in cui è protagonista riesce a impadronirsi di una grossa quantità di batteri dal potenziale micidiale e Nathan Never è incaricato dal governo di recarsi sull'isola per individuare il luogo dove sono conservati tali batteri e permettere che distrutti dalle forze armate. In successive avventure la base di Athos Than si sposta nello spazio. Than ha avuto un ruolo importante nella distruzione del primo Tempio Shaolin.
- Aristotele Skotos: è il primo nemico, in ordine cronologico, che incontra Nathan Never, infatti Aristotele e suo figlio Kal hanno a che fare con Never fin dal primo numero. Inoltre, Skotos è anche il nemico più longevo in quanto esce completamente di scena solo nel numero 148. Aristotele Skotos è il fondatore ed indiscusso capo della "Chiesa della Divina Presenza": sguardo ieratico, figura imponente, Skotos è un telepredicatore coinvolgente che raduna milioni di fedeli, annunciando la prossima fine del mondo, in una visione moderna del millenarismo: «la tecnologia è Male, la fine è vicina e l'Uomo ha una sola via di uscita: CREDERE! Solo così la sua anima verrà salvata nel prossimo, imminente giudizio Divino». Questa, in estrema sintesi, è la parola predicata da Skotos. Se l'immagine pubblica di Skotos è quella di un nuovo Messia pastore di anime, la sua immagine privata è ben altra cosa: contrabbandiere di armi e di droga, "grande vecchio" di giochi di potere politici ed economici, speculatore e palazzinaro. Skotos, come viene spiegato man mano che la sottotrama che lo riguarda viene sviluppata, partendo dal mercato della tecnologia a basso costo è divenuto capo di una vera e propria holding del crimine, una struttura che è inserita in molti affari e che si va estendendo sempre più. La brama di potere e denaro di Skotos sembra infinita, ma non fine a sé stessa: nel susseguirsi degli albi ci sono numerosi indizi di un qualcosa di tremendo che Skotos sta realizzando, un progetto rivoluzionario a lungo termine per il quale necessitano enormi capitali. Alleato e sottomesso a Skotos è Raven, un misterioso essere (apparentemente umano) dotato di poteri misteriosi e di tentacoli che a comando gli escono dagli avambracci e che usa per trafiggere a morte gli avversari. Si scoprirà in seguito che Raven in realtà è Selena: un tecnodroide femmina del futuro che in seguito ad uno scontro si è ritrovata teletrasportata nel passato: soccorsa dagli accoliti di Skotos si è trasformata in maschio per meglio farsi accettare dagli abitanti del passato (il presente di Never). Solo alla fine della "saga Skotos" si scopre la verità: Skotos crea i tecnodroidi perché essi servano NEOS, un tecnodroide ermafrodita al quale lascerà in eredità la Terra, dopo aver spazzato via il genere umano. Skotos quindi progetta l'estinzione del genere umano attraverso la distruzione dei Marziani-Terrestri tramite terremoti su scala planetaria, la distruzione delle stazioni orbitanti con missili muniti di testate al plasma e la distruzione dei terrestri con inondazioni causate da centinaia di satelliti che, agendo sul clima, scioglieranno i ghiacci polari. Grazie all'intervento di Mister Alfa la navetta del commando capitanato da Never riesce ad abbordare l'astronave di Skotos, con l'aiuto della moglie di quest'ultimo. Inizia un furioso combattimento che ha il suo apice nel colpo di scena finale: Never uccide Aristotele ponendo fine alla battaglia; Never trova il comando di autodistruzione dei satelliti meteorologici e li distrugge, salvando la Terra. Kal e gli altri seguaci del defunto Skotos vengono arrestati.
- Kal Skotos figlio di Aristotele. arrestato nel numero 148. Kal vive all'omba del padre: pur condividendone il corpo massiccio e la forza fisica, non né pareggia la statura mentale. Perde il braccio destro (prontamente sostituito da un arto bionico) a causa di Never nell'albo numero 1, diventandone così nemico giurato. Durante un successivo scontro con Never, sta per ucciderlo: Gabriel interviene salvando Never ma causando la morte di Kal, del quale riesce però ad assorbirne l'anima all'ultimo momento, conservandola in una parte della sua mente. Sarà proprio l'anima di Kal la moneta di scambio con cui Gabriel salverà un'altra volta Never da morte sicura per mano di Skotos. Kal sorgerà a nuova vita poiché la sua anima viene trasferita da Skotos in un clone di Jack O'Ryan. A causa di questo nuovo corpo, Kal sviluppa un forte odio verso il Jack "originale" tentando in tutti i modi di ucciderlo.
- Tecnodroidi: i primi tecnodroidi artificiali sono creati in laboratorio da Aristotele Skotos, mentre nell'albo 'Dalle ceneri' n° 106, nasce il primo tecnodroide naturale figlio di Raven-Selena e July Frayn. Il loro corpo contiene nanoidi, cellule tecnologiche che permettono la condivisione dei pensieri e una rete di comunicazione, oltre a consentire l'interazione con qualsiasi forma di tecnologia (armi comprese). La maggior parte delle avventure che li vede protagonisti sono ambientate nel futuro parallelo di Nathan Never. Sono simili fisicamente ai Borg di Star Trek;
- Mister Alfa personaggio emblematico che controlla il mondo attraverso innumerevoli schermi. Dietro ogni avvenimento che accade sulla terra c'è la sua volontà di farlo accadere. È stato il fondatore dell'Agenzia Alfa anche se adesso i suoi agenti gli danno la caccia e cercano di interferire nei suoi piani. Lo scopo principale di Mister Alfa è innescare eventi, siano essi "piccoli" (la cattura di un criminale) o "grandi" (lo scoppio della guerra tra la Terra e le Stazioni Orbitanti): il piacere di Mister Alfa consiste nel "caricare il meccanismo" e godere degli eventi che si generano. Ad essere pignoli, Mister Alfa non è tecnicamente un "nemico", ma piuttosto un "controllore"; infatti è Mister Alfa che, in modo occulto, crea l'Agenzia Alfa (che appunto prende da lui il nome) e che manovra, almeno inizialmente, sia l'Agenzia Alfa che Aristotele Skotos, in una sorta di "gioco di ruolo" dove Mister Alfa è il generatore degli eventi iniziali e, di questi, lo spettatore ammirato. Il padre di Mister Alfa era un criminale dotato della capacità di leggere nella mente: grazie a questa caratteristica, divenne il capo di una potentissima organizzazione mafiosa orientale (sul modello della Yakuza) che si è espansa in tutto il mondo: col tempo, tutte le attività criminali vennero convertite in attività ed imprese legali. Mister Alfa si trova così erede di uno sterminato impero economico, inserito in tutti i gangli vitali: economia, politica, industria, università centri di ricerca ecc. Mister Alfa usa le sue sterminate risorse economiche per finanziare ricerche scientifiche che poi usa a suo vantaggio (clonazione accelerata, teletrasporto, etc). Il fine ultimo di Mister Alfa può essere però visto come una enorme ricerca sociologica: infatti, il più grande interesse di mister alfa sembra quello di innescare meccanismi ed osservarne l'evoluzione. Infatti, è Mister Alfa che fornisce mezzi e truppe alle stazioni orbitanti, è lui che crea i Mutati, è lui che inizialmente finanzia Aristotele Skotos, ecc. La sua base terrestre, sita nei sotterranei della Agenzia Alfa viene scoperta durante la "Saga Alfa" (lui fugge tramite teletrasporto), la sua base sulla Luna è stata distrutta da un bombardamento della Marina Spaziale durante il capitolo "La guerra con le stazioni orbitanti": lui si è salvato tramite teletrasporto, trasferendosi nella sua base "secondaria" (non è noto ove essa sia localizzata). Per coprire la fuga di Mister Alfa, il suo "segretario - factotum" ingaggia le truppe spaziali, rivelandosi per quello che è: non un essere umano, bensì un androide da combattimento; esso verrà distrutto, ma Mister Alfa riuscirà a fuggire. Durante la fuga, Mister Alfa dice (albo 161): "benché per me il tempo scorra in modo diverso, c'è ancora tanto da fare": questo fa supporre che si sia sottoposto a qualche trattamento per allungare la durata della vita e che molti progetti a lungo termine da lui finanziati siano tuttora in corso. Tutto ciò è indice del fatto che prima o poi Mister Alfa tornerà sugli albi di Nathan Never. Mister Alfa è rappresentato come un anziano orientale dalla corporatura minuta e dal volto molto rugoso: indossa sempre un abito molto semplice, sullo stile delle Guardie Rosse. Mister Alfa è sempre compassato e raramente perde le staffe o si arrabbia: ha un portamento rigido, e tiene solitamente le mani dietro la schiena: sembra una persona fisicamente debole, ma, in uno scatto d'ira, frantuma il bicchiere di vetro che ha in mano: non si capisce se questa "prova di forza" sia stata generata dalla rabbia o se Mister Alfa si sia sottoposto ad un trattamento per aumentare la propria forza muscolare: se così fosse, non ne ha mai dato prova, a parte lo "stritolamento" del bicchiere.
- Logan: Alle dipendenze dirette di Mister Alfa c'è Logan, una donna-killer infallibile, grazie gli apparati tecnologici che le fornisce il suo "datore di lavoro": tute di invisibilità, teletrasporto, ecc. Logan ha una relazione sessuale con Andy Havilland, dopo che questi si sottomette a Mister Alfa. Pur essendo solamente accennata in alcune tavole, non si capisce se il legame tra Andy e Logan abbia una struttura permanente o se sia solo un ripiego di entrambi per riempire i reciproci vuoti esistenziali: soprattutto quello di Andy che, per forza di cose, ha dovuto dare un taglio netto col passato e che si ritrova a vivere in semi clandestinità
- July Frayn sorella minore di April e May. È un'ex ladra come le sorelle, dalle quali si divide per incomprensioni familiari, diventando in seguito killer su commissione. A causa dei nanoidi contenuti nel suo sangue, interagisce in modo "quasi magico" con le apparecchiature elettroniche. Partorirà NEOS, il primo bimbo Tecnodroide "naturale": i tecnodoidi attuali sono infatti generati artificialmente da Skotos. Dopo il parto, subisce un notevole esaurimento nervoso e finisce in casa di cura, a spese di Skotos. Dopo due anni dal parto NEOS dimostra 10 anni e la incontra: July lo scaccia inorridita e Neos torna da Skotos, che nel frattempo sta per scatenare la distruzione della Terra tramite gigantesche inondazioni e lo scioglimento dei ghiacci polari. Skotos verrà sconfitto, Neos si salva e va a vivere nel deserto insieme e Phobo, un terribile tecnodroide simile ad Alien. Di July si perdono le tracce per molti anni, ma tornerà in veste di Prophetissa nella Chiesa della Divina Presenza.
- I pretoriani gruppo di potere che agisce in segreto su Marte per assumerne il controllo politico. I membri del gruppo indossano una divisa aderente con uno spesso collare: inoltre hanno una maschera che ne cela il volto. Un numero romano cucito sulla fronte della calzamaglia permette di distinguere i vari elementi. Più volte i Pretoriani hanno visto i loro piani sventati da Nathan Never, soprattutto durante la saga de "La Creatura" o quando Never viene inviato in missione su Marte.
- L'uomo quantico frutto di un incidente scientifico, i poteri dell'Uomo Quantico sono incredibili: il suo corpo "vibra" contemporaneamente su tutte le frequenze degli infiniti universi paralleli, permettendogli di essere ovunque, leggere la mente, ricostruire il proprio corpo in caso di danneggiamenti (la "guarigione" avviene in modo automatico, per cui l'uomo Quantico è immortale, in quanto non può morire, neanche tramite suicidio). A capo di una multinazionale, l'Uomo Quantico ha rapporti ondivaghi con l'Agenzia Alfa, a volte come cliente a volte come nemico.